# Прогресс М-11М
Прогресс М-11М — транспортный грузовой космический корабль (ТГК) серии «Прогресс», запущенный к Международной космической станции. 43-й российский корабль снабжения МКС. Серийный номер 411.

## Цель полёта
Доставка на МКС более 2600 килограммов различных грузов, в числе которых продукты питания (продуктовый набор для космонавтов будет стандартным: лимоны, апельсины, зеленые яблоки, лук и чеснок), подарки, книги, топливо в баках системы дозаправки, воду для системы «Родник», медицинское оборудование, белье, средства личной гигиены, а также оборудование для научных экспериментов, проводимых на МКС. Грузовой корабль также доставил на орбитальную станцию оборудование для американского сегмента станции, в том числе продукты питания, средства санитарно-гигиенического обеспечения,а также оборудование для выполнения японских экспериментов.

## Хроника полёта
- 21.06.2011, в 18:38:15 (MSK), (14:38:15 GMT) — запуск с космодрома Байконур;
- 23.06.2011, в 20:37:03 (MSK), (16:37:03 GMT) — осуществлена стыковка с МКС к стыковочному узлу на агрегатном отсеке служебного модуля «Звезда». Процесс сближения проводился в автоматическом режиме;
- 23.08.2011, в 13:37:32 (MSK), (09:37:32 GMT) — ТГК отстыковался от МКС и отправился в автономный полёт.

## Научная работа
ТГК «Прогресс М-11М», на девять дней превратился в объект научного эксперимента «Радар-Прогресс». Его целью является изучение изменения различных характеристик ионосферы (в частности, плотности, температуры, ионного состава локальных неоднородностей) при работе жидкостных ракетных двигателей космических аппаратов. В ходе проведения опыта грузовой корабль ежедневно совершал по одному манёвру небольшой длительности с включением двигателей. Специалисты следили за возникающими изменениями, используя радар некогерентного рассеяния института солнечно-земной физики Сибирского отделения РАН. Эксперимент «Радар-Прогресс» проводился уже в 4-й раз. Предыдущими «участниками» были корабли «Прогресс М-03М», «Прогресс М-06М», «Прогресс М-09М».

## Перечень грузов
Суммарная масса всех доставляемых грузов: 2673 кг
| Название | Масса (кг) |
| --- | ---------- |
| Топливо в баках системы дозаправки                                                                                   | 740        |
| Газ в баллонах средств подачи кислорода (СрПК):                                                                      |            |
| Кислород | 50         |
| Вода в баках системы «Родник»                                                                                        | 420        |
| Топливо в КДУ для нужд МКС                                                                                           | 250        |
| Грузы, доставляемые в герметичном отсеке (суммарная масса — 1213 кг):                                                |            |
| Оборудование для систем:                                                                                             |            |
| обеспечения жизнедеятельности (СОЖ)                                                                                  | 189        |
| водообеспечения (СВО)                                                                                                | 45         |
| обеспечения теплового режима (СОТР)                                                                                  | 8          |
| бортовой информационно-телеметрической (БИТС2-12)                                                                    | 2          |
| бортовых измерений (СБИ)                                                                                             | 1          |
| Средства технического обслуживания и ремонта (СТОР)                                                                  | 4          |
| Средства санитарно-гигиенического обеспечения (ССГО)                                                                 | 64         |
| Средства противопожарной защиты (СППЗ)                                                                               | 3          |
| Оборудование для ФГБ «Заря»                                                                                          | 82         |
| Оборудование для МИМ-1 «Рассвет»                                                                                     | 21         |
| Контейнеры с рационами питания, свежие продукты                                                                      | 249        |
| Медицинское оборудование, бельё, средства личной гигиены и профилактики воздействия невесомости                      | 42         |
| Оборудования для ФГБ                                                                                                 | 54         |
| Бортдокументация, посылки для экипажа, комплект для фотоаппаратуры                                                   | 22         |
| Аппаратура для научных экспериментов «Кристаллизатор», «Релаксация», «Биодеградация», «Матрёшка-Р»                   | 42         |
| Комплект предметов для российских членов экипажа                                                                     | 77         |
| Оборудование для американского сегмента, в том числе продукты питания, средства санитарно-гигиенического обеспечения | 362        |

## Фотографии

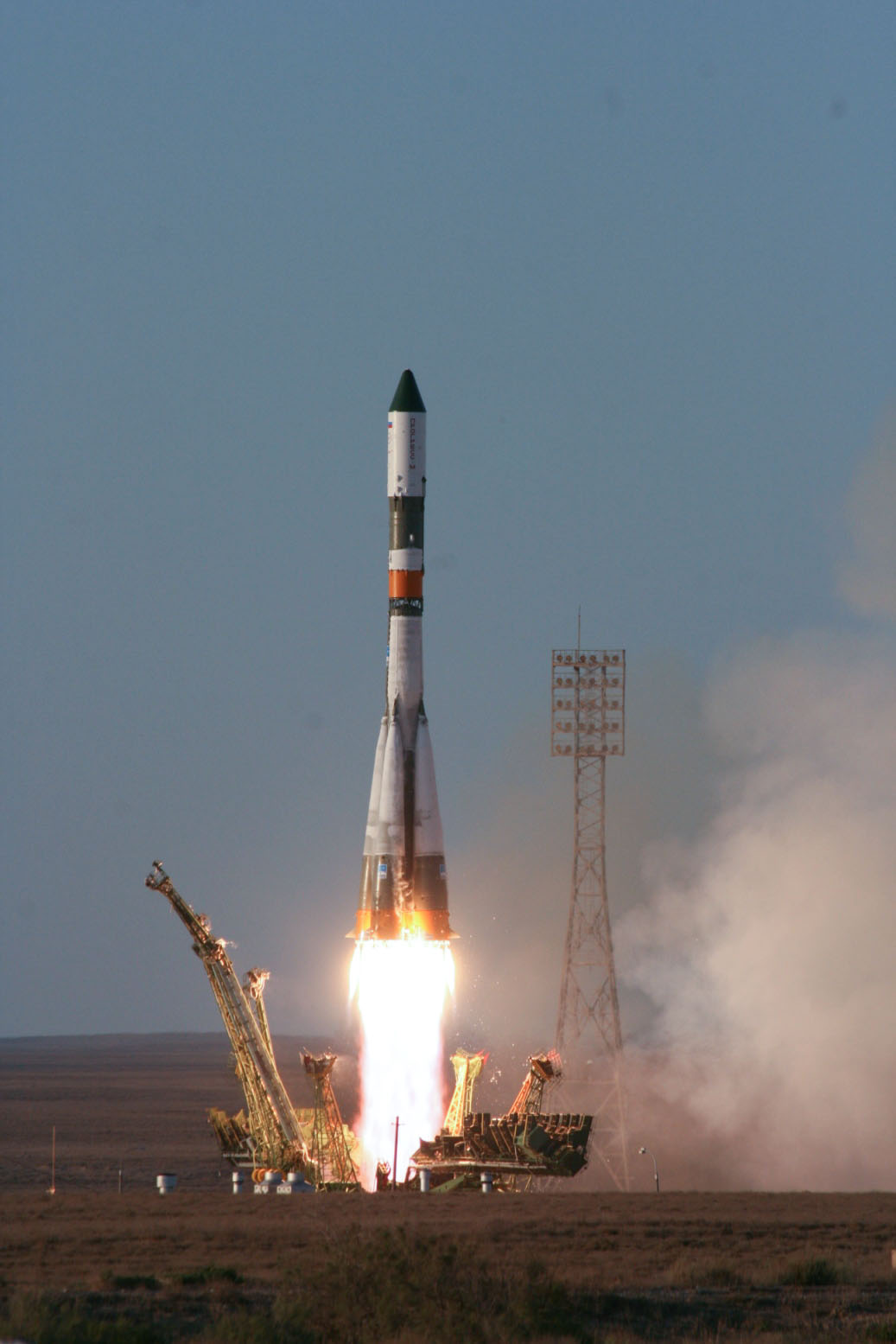
Старт ракеты-носителя Союз-У с ТГК «Прогресс М-11М»
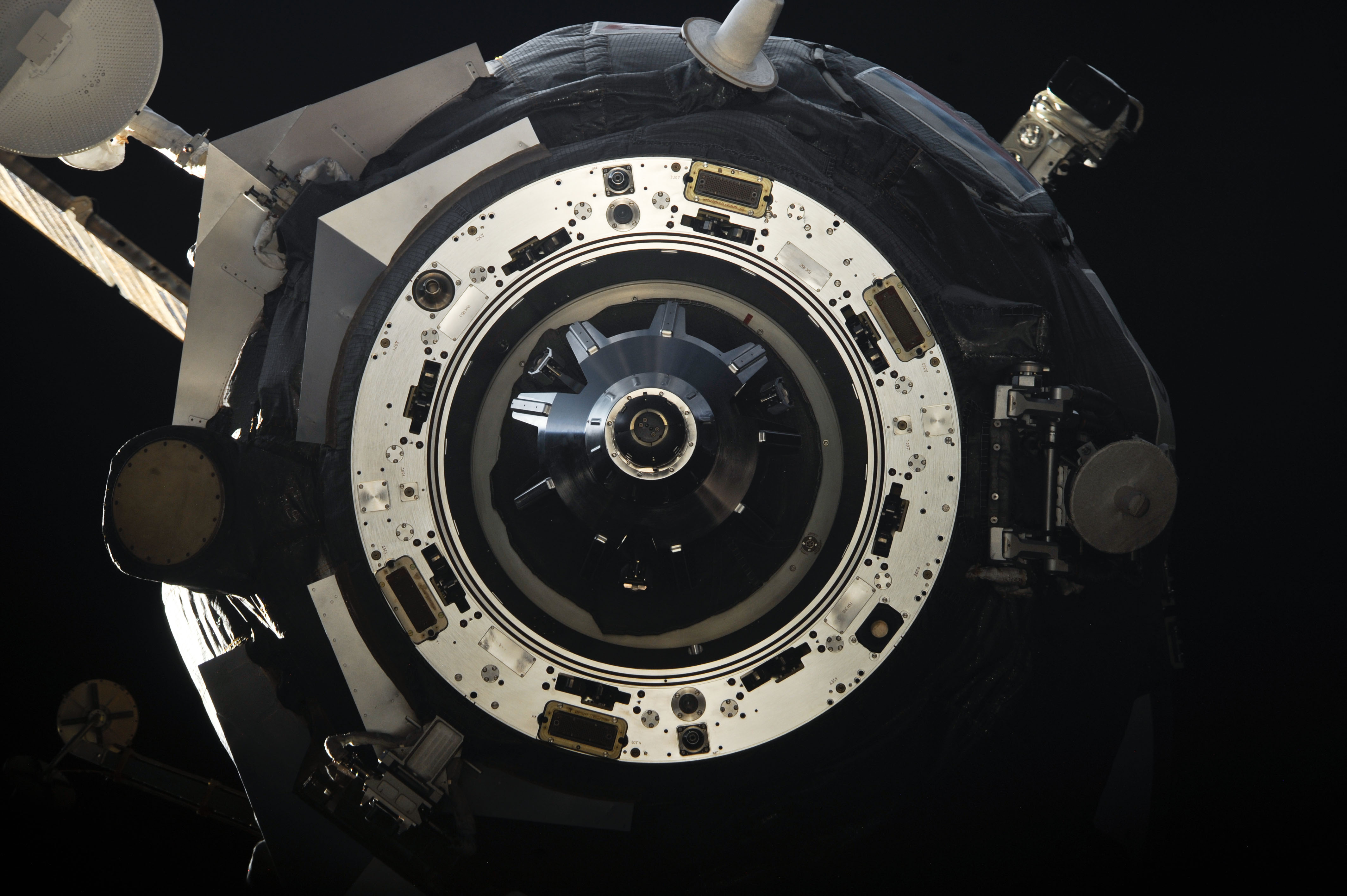